# Pteridium revolutum
Pteridium revolutum là một loài thực vật có mạch trong họ Dennstaedtiaceae. Loài này được (Blume) Nakai miêu tả khoa học đầu tiên năm 1925.